# Munidopsidae
Famille
Les Munidopsidae sont une famille de crustacés décapodes du groupe des galathées.

## Liste des genres
Selon World Register of Marine Species (28 mars 2021) :
- genre Galacantha A. Milne Edwards, 1880
- genre Leiogalathea Baba, 1969
- genre Munidopsis Whiteaves, 1874
- genre Shinkaia Baba & Williams, 1998

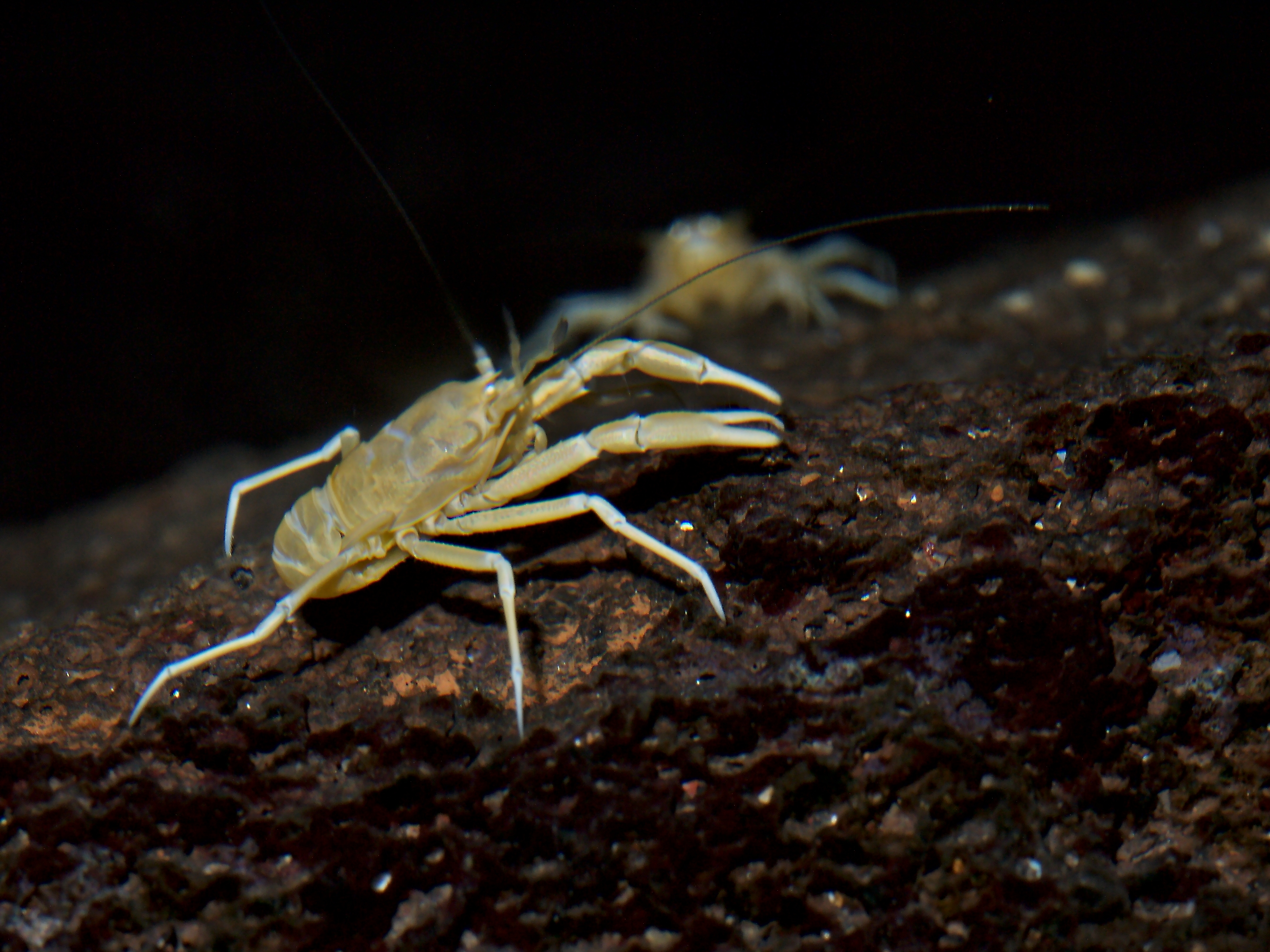
Munidopsis polymorpha.
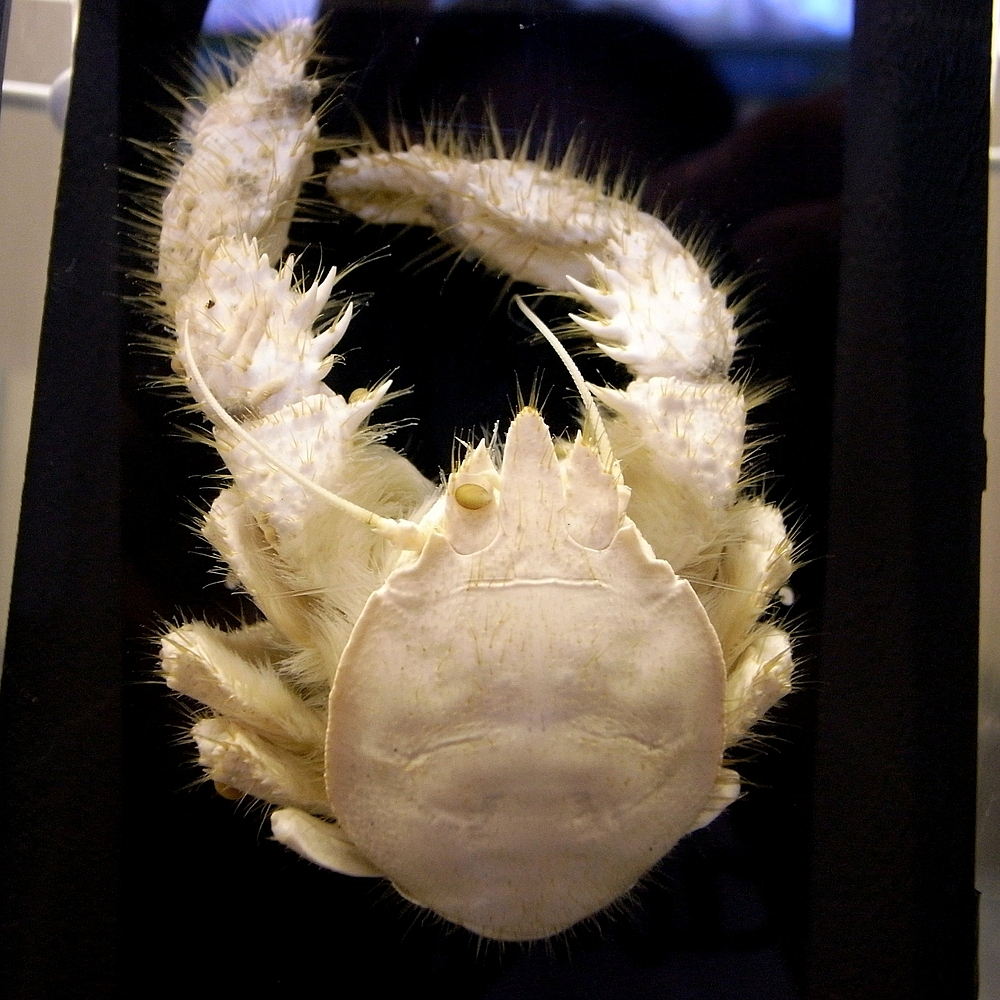
Shinkaia crosnieri.